# Berek
Berek je vesnice a správní středisko stejnojmenné opčiny v Chorvatsku ve Bjelovarsko-bilogorské župě. Nachází se asi 18 km jižně od Bjelovaru a asi 20 km severozápadně od Garešnice. V roce 2011 žilo v Bereku 447 obyvatel, v celé opčině pak 1 443 obyvatel.
Opčinou prochází státní silnice D26 a župní silnice Ž3084 a Ž3277. Protéká zde říčka Srijedska, která je přítokem Česmy.

## Obce
Součástí opčiny je celkem třináct trvale obydlených vesnic.
- Begovača – 36 obyvatel
- Berek – 447 obyvatel
- Gornja Garešnica – 157 obyvatel
- Kostanjevac – 143 obyvatel
- Krivaja – 59 obyvatel
- Novo Selo Garešničko – 47 obyvatel
- Oštri Zid – 102 obyvatel
- Podgarić – 47 obyvatel
- Potok – 64 obyvatel
- Ruškovac – 86 obyvatel
- Šimljana – 101 obyvatel
- Šimljanica – 120 obyvatel
- Šimljanik – 34 obyvatel